# Ci mancava solo Nick
Ci mancava solo Nick (No Good Nick) è una sitcom statunitense del 2019 creata da David H. Steinberg e Keetgi Kogan e diretta da Andy Fickman.
La prima ed unica stagione, composta da 20 episodi, è distribuita in due parti da Netflix, di cui i primi dieci episodi sono stati pubblicati il 15 aprile 2019, in tutti i paesi in cui è disponibile. Il 15 luglio 2019, tutto il cast della serie ha annunciato su Instagram che i restanti dieci episodi sono stati  distribuiti il 5 agosto 2019 su Netflix. Il 15 Settembre la serie è stata cancellata dopo una sola stagione.

## Trama
Nicole, soprannominata Nick, è una quattordicenne imbrogliona che viene accolta da Ed e Liz, genitori di due ragazzi (Jeremy e Molly). Nick ha 
uno scopo ben preciso: vendicarsi dei suoi genitori adottivi per averle rovinato la vita. Mentre Nick conosce la famiglia, però, troverà compassione per loro, ma allo stesso tempo lotterà per portare a termine il suo piano, che cambierà completamente le dinamiche della famiglia.

## Personaggi e interpreti

### Principali
- Liz Tomphson, interpretata da Melissa Joan Hart È una chef perfezionista,
- Ed Tomphson, interpretato da Sean Astin È un papà simpatico, dolce e che cerca di unire la famiglia. Lavora per prestiti in banca.
- Nicole "Nick" Patterson - Nicole Franzelli, interpretata da Siena Agudong È una ragazza intelligente, scaltra e sa usare le persone intorno per i suoi scopi, ma è anche leale, dolce e altruista. Inizialmente vuole derubare i Tomphson, ma poi si affeziona alla famiglia e si ritrova spesso a dover decidere tra quello che vuole e quello che prova. Diventerà migliore amica di Molly nel corso della serie. I soldi che ruba li dà a Dorothy e Sam, ma la maggior parte li dà a suo padre per farlo uscire di prigione e in seguito per liberarlo da debiti con un gruppo di mafiosi.
- Jeremy Tomphson, interpretato da Kalama Epstein È un ragazzo ambizioso, attento e, anche se non sempre sembra, tiene molto alla sua famiglia. Subito ha molti dubbi nei confronti di Nick ma poi la accoglie.
- Molly Tomphson, interpretata da Lauren Lindsey Donzis

### Ricorrenti
- Becky, interpretata da Kyla-Drew
- Tamika, interpretata da Sanai Victoria
- Xuan, interpretata da Tiana Le
- Anthony "Tony" Franzelli, interpretato da Eddie McClintock
- Doroty, interpretata da Molly Hagan
- Sam, interpretato da Ted McGinley
- Jim, interpretato da Alex Poncio
- Eric, interpretato da Gus Kamp
- Edoardo, interpretato da Marco Sanchez
- Riley, interpretata da Lori Mae Hernandez
- Lisa Haddad, interpretata da Josie Totah
- Will, interpretato da Anthony Turpel

## Episodi
| Stagione       | Parte | Episodi | Pubblicazione |
| -------------- | ----- | ------- | ------------- |
| Prima stagione | 1     | 10      | 2019          |
| Prima stagione | 2     | 10      | 2019          |